# 자오구 (창즈시)
자오구(중국어: 郊区, 병음: Jiāo Qū)는 중화인민공화국 산시성 창즈시의 행정구역이다. 넓이는 289km2이고, 인구는 2007년 기준으로 300,000명이다.

## 행정 구역
2개 가도, 5개 진, 1개 향을 관할한다.
- 가도: 长北街道, 故县街道
- 진: 老顶山镇, 堠北庄镇, 大辛庄镇, 马厂镇, 黄碾镇
- 향: 西白兔乡